# Филиппово (Пермский край)
Филиппово — упразднённая в 2022 году деревня в Юсьвинском муниципальном округе Коми-Пермяцкого округа Пермского края России.

## География
Урочище находится в юго-западной части района, в пределах восточной окраины Восточно-Европейской равнины, на расстоянии приблизительно 15 километров (по прямой) к юго-западу от села Юсьвы, административного центра округа. Абсолютная высота — 185 метров над уровнем моря.

### Климат
Климат характеризуется как умеренно континентальный, с продолжительной многоснежной холодной зимой и коротким умеренно тёплым летом. Средняя многолетняя температура самого холодного месяца (января) составляет −15,8 °С (абсолютный минимум — −53 °С), температура самого тёплого (июля) — 17,7 °С (абсолютный максимум — 38 °С). Среднегодовое количество осадков — 554 мм. Снежный покров держится в течение 170—190 дней в году.

## История
В период с 2004 по 2019 годы входила в состав ныне упразднённого Юсьвинского сельского поселения Юсьвинского района.
Официально упразднена в июне 2022 года.

## Население
| 2010 |
| ---- |
| 0    |